# God of War: Betrayal
God of War: Betrayal es un videojuego móvil de acción y aventura desarrollado por Javaground y la división de Los Ángeles de Sony Online Entertainment (SOE) y publicado por Sony Pictures Digital. Lanzado para teléfonos móviles compatibles con Java Micro Edition (Java ME) el 20 de junio de 2007, es la tercera entrega de la serie God of War y la quinta cronológicamente. Basada libremente en la mitología griega, Betrayal se desarrolla en la antigua Grecia con la venganza como motivo central. El jugador controla al protagonista Kratos, quien se convirtió en el nuevo Dios de la Guerra después de matar al anterior, Ares. Kratos es incriminado por el asesinato de Argos y persigue al verdadero asesino por toda Grecia, lo que resulta en un enfrentamiento con el mensajero olímpico Cérix.
Betrayal es la única entrega de la serie que se lanzó originalmente en una plataforma que no es PlayStation y se presenta como un videojuego de desplazamiento lateral bidimensional (2D). A pesar de las limitaciones de la plataforma móvil, en comparación con sus contrapartes de consola doméstica, conserva el enfoque orientado a la acción de sus predecesores, con la misma combinación de elementos de juego de rompecabezas, plataformas y combate basado en combo. Aunque God of War es principalmente una serie de consolas domésticas, Betrayal fue elogiada por su fidelidad a la serie en términos de jugabilidad, estilo artístico y gráficos: "el verdadero tercer juego de la franquicia asesina". Recibió premios por "Juego inalámbrico del mes" (junio de 2007) y "Mejor juego de plataforma" (inalámbrico) de 2007.

## Sinopsis

### Escenario y personajes
Al igual que con los juegos anteriores de la franquicia God of War, God of War: Betrayal se desarrolla en una versión alternativa de la antigua Grecia, poblada por los dioses del Olimpo y otros seres de la mitología griega. Los eventos se sitúan entre los de los juegos Ghost of Sparta (2010) y God of War II (2007). El protagonista es Kratos, un excapitán del ejército de Esparta que se convirtió en el nuevo Dios de la Guerra después de matar a su predecesor, Ares, el anterior Dios de la Guerra. Otros personajes incluyen a Argos, la mascota gigante de la diosa Hera; un asesino desconocido; y el mensajero olímpico Cérix, hijo de Hermes y principal antagonista. Zeus, el Rey de los Dioses, es un personaje invisible.

### Argumento
Kratos lidera el ejército espartano en un alboroto en Grecia. Durante la campaña, es atacado por varias bestias lideradas por Argos, quien fue enviado por los dioses para detener a Kratos. Después de una serie de escaramuzas, Argos es asesinado por un asesino desconocido, quien incrimina a Kratos en un intento de poner a los dioses en su contra. El espartano persigue a su enemigo por toda Grecia para descubrir la identidad del asesino, pero los constantes ataques de los secuaces de Hades, el dios del inframundo, lo frenan. Zeus envía a Cérix para entregarle un mensaje a Kratos: detenga la persecución incesante y preste atención a la destrucción ya causada. Kratos, sin embargo, lucha y mata a Cérix, lo que sin darse cuenta permite que el asesino escape. Kratos luego se da cuenta de que sus acciones han alienado aún más a los dioses, y Zeus pronto actuará en respuesta a su desafío.

## Jugabilidad
Véase también: Elementos de juego comunes en la serie God of War
Aunque se presenta en formato de desplazamiento lateral bidimensional, el juego conserva el enfoque orientado a la acción de sus predecesores, con el jugador controlando al personaje Kratos en la misma combinación de elementos de combate, plataformas y rompecabezas. Los elementos de plataformas incluyen saltar a través de abismos, subir escaleras y balancearse con cuerdas. Algunos acertijos requieren que Kratos mueva una caja encima de un interruptor (activándolo así), o mover una caja para usarla como punto de partida para llegar a un camino inalcanzable con un salto normal. La duración del juego es de aproximadamente dos a cuatro horas, y consta de diez niveles.
Kratos conserva su arma principal de las entregas anteriores, las Espadas de Atenea: un par de espadas unidas a cadenas que se envuelven alrededor de las muñecas y los antebrazos del personaje. En el juego, las hojas se pueden balancear ofensivamente en varias maniobras. Kratos utiliza las habilidades mágicas Miradas de Medusa y Ejército de Hades adquiridas en el God of War original, así como el arma secundaria, Espada de Artemisa, y cada una ofrece opciones de combate alternativas, brindándole una variedad de formas de atacar y matar enemigos (por ejemplo, Mirada de Medusa convierte brevemente a los enemigos en piedra). Los enemigos que se encuentran en Betrayal provienen principalmente de la mitología griega, incluidas las Gorgonas, los minotauros y los cerberos, así como los creados para el juego, como los secuaces humanoides del dios Hades, incluidos los jinetes muertos y los legionarios no muertos. Además de la jugabilidad principal, Betrayal incluye un "Modo Arena" adicional en el que los jugadores deben matar a una cierta cantidad de enemigos sin morir antes de obtener acceso a los niveles superiores de la Arena.

## Desarrollo
God of War: Betrayal fue anunciado por Sony Online Entertainment en una conferencia de prensa en Los Ángeles en mayo de 2007. El juego utiliza un total de 110 animaciones diferentes y presenta una versión 2D de los gráficos tridimensionales (3D) de la serie. El arte y la animación de los personajes fueron realizados por WayForward Technologies, que fueron contratados por Javaground, quien luego lo revisó e implementó todo. Los únicos componentes de audio son una partitura orquestal en el menú principal y sonidos de fondo (por ejemplo, armas chocando). En agosto de 2007, Phil Cohen, productor, diseñador y director de juegos de Betrayal, habló de las dificultades para desarrollar un juego de God of War para un dispositivo móvil. Cohen dijo que, aunque agradable, el mayor desafío fue crear un único esquema de intercambio de mosaicos y paletas que fuera lo suficientemente diverso como para representar múltiples entornos con solo varios cientos de kilobytes, y que cumpliera con los altos estándares del creador de la serie Santa Monica Studio. Escribió el documento de diseño inicial entre septiembre y octubre de 2005 y lo revisó en agosto de 2006, el mes en que comenzó el desarrollo. Las versiones para teléfonos de gama alta se completaron en abril de 2007 y las versiones finales para teléfonos de gama baja se completaron en junio de 2007. El equipo de porteo adaptó el juego a más de 200 teléfonos en cuestión de semanas.
Cohen dijo que un desafío era capturar la sensación de la apariencia visual y el diseño del juego de God of War, dado el poder de procesamiento y la memoria limitados en la mayoría de los teléfonos, lo que complica el diseño del rompecabezas, las trampas, la interacción del entorno y el comportamiento del enemigo. Señaló que tanto David Jaffe como Cory Barlog (directores de juego de God of War y God of War II, respectivamente) se aseguraron de que el equipo de desarrollo de Betrayal capturara la sensación del combate y el estilo visual, y fueron "útiles con comentarios y apoyo positivo". El equipo también trabajó en estrecha colaboración con Eric Williams, el diseñador principal de combate del juego de consola. Para mantener la "apariencia" fiel a la franquicia, el equipo de desarrollo jugó mucho a God of War para estudiar el ritmo y los trucos en los lanzamientos de la consola. El equipo de desarrollo también trabajó en estrecha colaboración con Marianne Krawczyk, la escritora de los juegos de consola God of War. Krawczyk usó Betrayal para unir los eventos entre God of War y God of War II, incluir una historia de fondo adicional y explicar por qué había cambiado la relación entre los dioses y Kratos.

## Recepción
Betrayal recibió una recepción mixta a positiva, incluidos elogios por su fidelidad a la serie en términos de jugabilidad, estilo artístico y gráficos. Levi Buchanan de IGN lo llamó "el verdadero tercer juego de la franquicia asesina". De manera similar, Matt Paprocki de Blogcritics escribió: "Betrayal es una extensión completa de la franquicia God of War y se gana su título". Dijo que es "uno de los mejores juegos móviles que jamás haya jugado, y realmente ha hecho del formato una parte relevante de la escena actual de los videojuegos". Con respecto a la violencia, Chris Antista de GamesRadar afirmó que es "posiblemente la cosa más morbosa que haya visto tu móvil". Aunque no es una "experiencia revolucionaria", Will Freeman de Pocket Gamer dijo que "es un lanzamiento completamente impresionante y completamente sólido que los fanáticos de las plataformas móviles disfrutarán". Justin Davis de Modojo dijo que si bien Betrayal es lo suficientemente convincente como para al final, "[no] sentí que me estaba divirtiendo".
Los ataques sensibles al contexto recibieron elogios y críticas. Antista dijo que "los fanáticos estarán agradecidos por el regreso triunfal de los ataques contextuales", pero agregó que las limitaciones de control eran el "único problema real", ya que la sensibilidad del botón del cursor puede resultar en un combo fallido, "Y el botón de salto lo envía hacia adelante en la dirección en la que está mirando automáticamente". Buchanan señaló que los ataques contextuales "pueden resultar frustrantemente complicados ya que tienes poco tiempo para ingresar los comandos, pero los controles en la mayoría de los teléfonos son bastante pequeños".
Al comentar sobre el combate, Paprocki dijo que a pesar del sistema combinado simplificado, los desarrolladores "han logrado infundir la pura brutalidad y la fuerza por la que God of War es conocido dentro de los límites de la plataforma [móvil]". Debido al sistema simplificado, las situaciones que requieren las habilidades mágicas de Kratos son raras. Sin embargo, si los jugadores eligen usar estas habilidades, seleccionarlas es una "carga en la prisa de una batalla", lo que requiere que los jugadores recorran todo su inventario. Paprocki también criticó la falta de una función de autoguardado, ya que el juego no guarda la posición del jugador cuando recibe una llamada telefónica, lo que "puede generar una frustración insoportable". Freeman dijo que la combinación de las armas y los eventos de tiempo rápido hacen el combate "una interpretación convincente de la acción en los juegos de consola originales". Davis dijo que aunque hay elementos de rompecabezas y plataformas, el enfoque está "claramente en el combate" y sintió que el sistema de combate era "un poco superficial". Dijo que parece como si la abundancia de enemigos "existiera únicamente para actuar como sacos de puñetazos (o cortes, por así decirlo) para Kratos".

### Premios
IGN nombró a Betrayal "Juego inalámbrico del mes" en junio de 2007. En su Best of 2007 - Wireless Awards, lo nombraron el "Mejor juego de plataforma".